# هادمشتورف
هادمشتورف (به آلمانی: Hademstorf) یک شهر در آلمان است که در هایدکرایس واقع شده‌است. هادمشتورف ۸۷۵ نفر جمعیت دارد.